# Olympische Sommerspiele 2016/Schwimmen – 800 m Freistil (Frauen)
Der Wettbewerb über 800 Meter Freistil der Frauen bei den Olympischen Spielen 2016 in Rio de Janeiro wurde am 11. und 12. August 2016 im Olympic Aquatics Stadium ausgetragen. 30 Athletinnen aus 21 Ländern nahmen daran teil.
Es fanden vier Vorläufe statt. Die acht schnellsten Schwimmerinnen aller Vorläufe qualifizierten sich für das Finale.
Abkürzungen:

WR = Weltrekord, OR = olympischer Rekord, NR = nationaler Rekord

ER = Europarekord, NAR = Nordamerikarekord, SAR = Südamerikarekord, ASR = Asienrekord, AFR = Afrikarekord, OZR = Ozeanienrekord

PB = persönliche Bestleistung, JWB = Jahresweltbestzeit

## Bestehende Rekorde
| Weltrekord         | Katie Ledecky ( Vereinigte Staaten)         | 8:06,68 min | Austin, USA   | 17. Jänner 2016 |
| Olympischer Rekord | Rebecca Adlington ( Vereinigtes Königreich) | 8:14,10 min | Peking, China | 16. August 2008 |

## Titelträger
| Olympiasieger | Katie Ledecky ( Vereinigte Staaten) | 8:14,10 min | London 2012 |
| Weltmeister   | Katie Ledecky ( Vereinigte Staaten) | 8:07,39 min | Kasan 2015  |
| Europameister | Boglárka Kapás ( Ungarn)            | 8:21,40 min | London 2016 |

## Vorlauf

### Vorlauf 1
| Platz | Name                 | Nation         | Zeit        | Anmerkung |
| ----- | -------------------- | -------------- | ----------- | --------- |
| 1     | Éva Risztov          | Ungarn         | 8:33,36 min |           |
| 2     | Julia Hassler        | Liechtenstein  | 8:38,19 min |           |
| 3     | Valerie Gruest       | Guatemala      | 8:39,80 min |           |
| 4     | Tamila Holub         | Portugal       | 8:45,36 min |           |
| 5     | Arina Opjonyschewa   | Russland       | 8:48,89 min |           |
| 6     | Talita Marie Te Flan | Elfenbeinküste | 9:07,21 min |           |

### Vorlauf 2
| Platz | Name                | Nation         | Zeit        | Anmerkung       |
| ----- | ------------------- | -------------- | ----------- | --------------- |
| 1     | Mireia Belmonte     | Spanien        | 8:25,55 min |                 |
| 2     | Andreina Pinto      | Venezuela      | 8:30,92 min |                 |
| 3     | Camilla Hattersley  | Großbritannien | 8:33,65 min |                 |
| 4     | Emma Robinson       | Neuseeland     | 8:33,73 min |                 |
| 5     | Kristel Köbrich     | Chile          | 8:34,34 min |                 |
| 6     | Joanna Evans        | Bahamas        | 8:42,93 min |                 |
| 7     | Leonie Antonia Beck | Deutschland    | 8:47,47 min |                 |
| –     | Martina De Memme    | Italien        | —           | Nicht gestartet |

### Vorlauf 3
| Platz | Name             | Nation     | Zeit        | Anmerkung       |
| ----- | ---------------- | ---------- | ----------- | --------------- |
| 1     | Lotte Friis      | Dänemark   | 8:22,54 min |                 |
| 2     | Jessica Ashwood  | Australien | 8:22,57 min |                 |
| 3     | Lauren Boyle     | Neuseeland | 8:25,84 min |                 |
| 4     | Brittany MacLean | Kanada     | 8:26,43 min |                 |
| 5     | Zhang Yuhan      | China      | 8:35,32 min |                 |
| 6     | María Vilas      | Spanien    | 8:36,43 min |                 |
| 7     | Tamsin Cook      | Australien | 8:36,62 min |                 |
| –     | Anja Klinar      | Slowenien  | —           | Nicht gestartet |

### Vorlauf 4
| Platz | Name                  | Nation             | Zeit        | Anmerkung       |
| ----- | --------------------- | ------------------ | ----------- | --------------- |
| 1     | Katie Ledecky         | Vereinigte Staaten | 8:12,86 min | OR              |
| 2     | Boglárka Kapás        | Ungarn             | 8:19,43 min | NR              |
| 3     | Jazmin Carlin         | Großbritannien     | 8:19,67 min |                 |
| 4     | Leah Smith            | Vereinigte Staaten | 8:21,43 min |                 |
| 5     | Sarah Köhler          | Deutschland        | 8:24,65 min |                 |
| 6     | Hou Yawen             | China              | 8:30,59 min |                 |
| 7     | Tjasa Oder            | Slowenien          | 8:33,14 min |                 |
| –     | Sharon van Rouwendaal | Niederlande        | —           | Nicht gestartet |

## Finale
13. August 2016, 03:20 MEZ
| Platz | Name            | Nation             | Zeit        | Anmerkung |
| ----- | --------------- | ------------------ | ----------- | --------- |
| 1     | Katie Ledecky   | Vereinigte Staaten | 8:04,79 min | WR        |
| 2     | Jazmin Carlin   | Großbritannien     | 8:16,17 min |           |
| 3     | Boglárka Kapás  | Ungarn             | 8:16,37 min | NR        |
| 4     | Mireia Belmonte | Spanien            | 8:18,55 min | NR        |
| 5     | Jessica Ashwood | Australien         | 8:20,32 min |           |
| 6     | Leah Smith      | Vereinigte Staaten | 8:20,95 min |           |
| 7     | Lotte Friis     | Dänemark           | 8:24,50 min |           |
| 8     | Sarah Köhler    | Deutschland        | 8:27,75 min |           |